# Skellefteå (stad)
Skellefteå is de hoofdstad van de gemeente Skellefteå in het landschap Västerbotten en de provincie Västerbottens län in Zweden. De stad heeft 32.425 inwoners (2005) en een oppervlakte van 2170 hectare. De stad ligt aan de rivier de Skellefte älv waarnaar de stad is genoemd.

## Geschiedenis
Men gelooft dat Skellefteå al bewoond werd rond 1000 na Chr. door de Samen en mogelijk ook de Finse bevolking.
De naam Skellefteå werd vastgesteld als een gespelde variant van Skelepht uit 1327, maar de oorsprong is nog steeds onduidelijk.
In de 14e eeuw werden er al pogingen ondernomen om de bewoners rond Skellefteå tot christenen te bekeren. Norrland werd echter pas een paar honderd jaar na de rest van Zweden tot het christendom bekeerd, omdat noordelijk gelegen plaatsen als Skellefteå nog onontdekt waren. De stad zelf is nog heel jong, en in feite een van de jongste in Norrland. De stad werd in 1845 gesticht door kapelaan Nils Nordlander.
In september 2021 werd het Sara Kulturhus geopend, het huisvest naast een theater, galerie, bibliotheek en museum ook een hotel. Het was bij oplevering het hoogste houten gebouw in Zweden.

## Economie
In juni 2017 maakte Northvolt bekend een grote fabriek te bouwen in Skellefteå. Hier worden batterijen gebouwd voor elektrische auto's. Een jaar later waren de benodigde vergunningen binnen en kon de bouw van Northvolt Ett beginnen. In 2019 werd de capaciteit naar boven bijgesteld, naar 16 gigawattuur (GWh) per jaar. In december 2021 was de fabriek gereed en in mei 2022 werden de eerste batterijen geleverd aan de auto-industrie. Er bestaan concrete plannen om de capaciteit te vergroten naar 60 GWh, dit is voldoende om één miljoen auto's van batterijen te voorzien. Op 31 december 2022 werkten er 1354 mensen bij de fabriek. In 2024 kwam de fabriek in problemen door productieproblemen.

## Verkeer en vervoer
Skellefteå ligt aan de E4, Riksväg 95, Länsväg 364 en Länsväg 372. Het treinstation van de stad wordt bediend door de spoorlijn Bastuträsk - Skelleftehamn. Vijftien kilometer ten zuidoosten van de stad ligt de luchthaven van Skellefteå.

## Sport
- Skellefteå AIK, een IJshockey club uitkomend in de hoogste Zweedse League
- Morön BK, een voetbalclub uitkomend in de 2e divisie Norrland.
- Skellefteå FF, een voetbalclub uitkomend in de 2e divisie Norrland.
- Sunnanå SK, een voetbalclub, vooral bekend om hun vrouwlijketak spelers (met kampioenschappen in 1982 en 1988)
- Soo Shim Taekwondo Klubb, Zweden's meest succesvolle taekwondo club.

## Bekende personen

### Geboren
- Bo Nilsson (1937-2018), componist, trompettist en schrijver
- Margot Wallström (1954), politica
- Joakim Nyström (1963), tennisspeler
- Victoria Silvstedt (1974), model en actrice
- Robert Dahlgren (1979), autocoureur
- David Lindgren (1982), zanger

### Woonachtig (geweest)
- Ardalan Esmaili, Iraans-Zweeds acteur

## Stedenbanden
- Pardubice (Tsjechië)